# Nécropole nationale de Soupir
Les nécropoles nationales de Soupir sont deux cimetières militaires français de la Première Guerre mondiale, situés sur le territoire de la commune de Soupir, dans le département de l'Aisne.

## Localisation
Les deux nécropoles nationales de Soupir sont situées de part et d'autre de la R.D. 925, entre Vailly-sur-Aisne et Bourg-et-Comin, sur le Chemin des Dames.

## Historique
La nécropole nationale Soupir no 1 fut créée au cours de la Grande Guerre. En 1920, on y regroupa les corps provenant de divers cimetières du Chemin des Dames. La découverte de nouveaux corps, par la suite, a rendu nécessaire la création de la nécropole Soupir no 2, en 1934, de l'autre côté de la route.

## Caractéristiques

### Nécropole nationale Soupirno1
Créée en 1920 sur 2,7 ha, elle rassemble 7 808 corps dont 4 720 inhumés dans des tombes individuelles 3 088 en trois ossuaires et 266 corps provenant d'autres cimetières dans quatre fosses communes, 1 belge et 1 russe. On y a regroupé également 266 corps dans quatre ossuaires provenant des sites de Viel-Arcy, Glennes, Pargny-Filain et Athies-sous-Laon.

### Nécropole nationale Soupirno2
Ce cimetière militaire de 1,3 ha, créé en 1934, rassemble 2 829 corps dont 250 en un ossuaire, 27 tombes russes, 5 belges et 2 britanniques. En 1954, 545 corps de soldats français tués pendant la Campagne de France de 1940 sont inhumés dans cette nécropole ; 33 corps de civils belges provenant du cimetière communal de Laon y sont inhumés en 1988 ,.

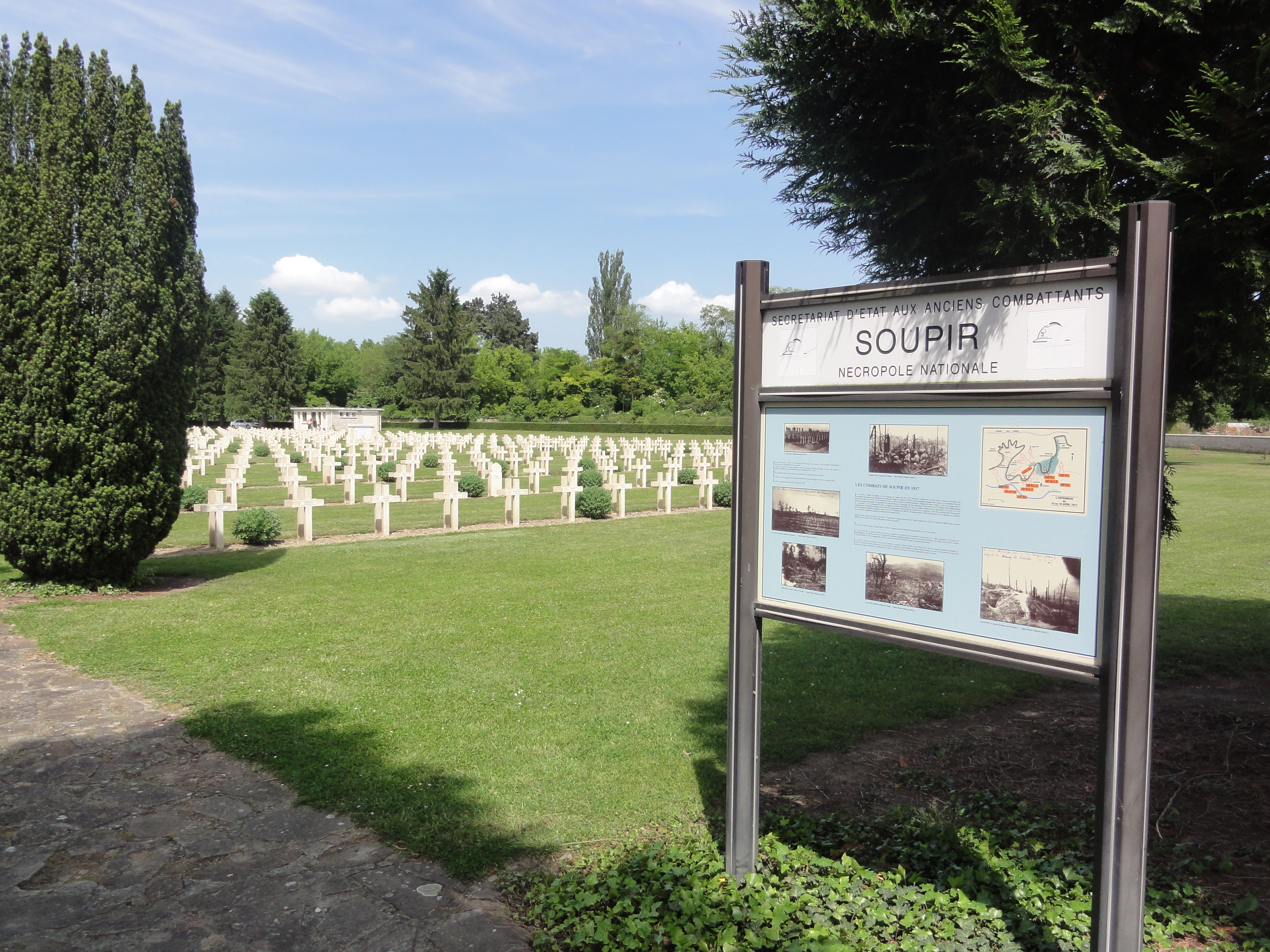
Nécropole nationale de Soupir, panneau
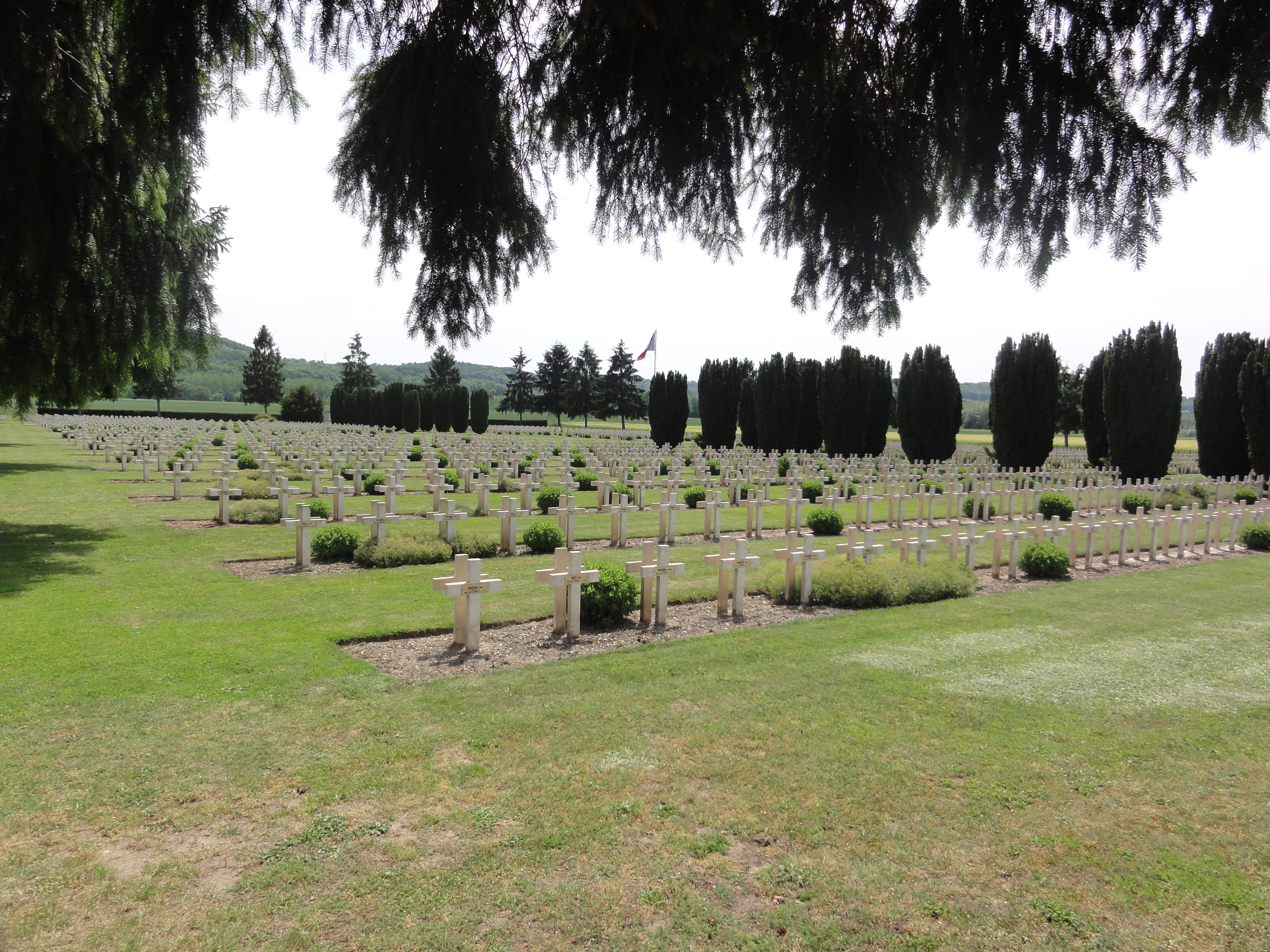
Nécropole nationale de Soupir, section française
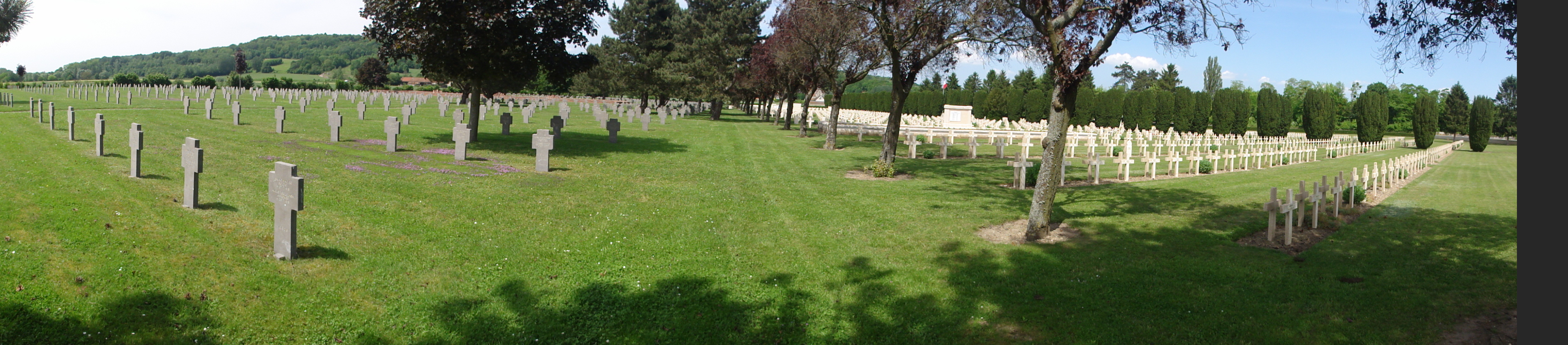
Nécropole nationale et cimetière militaire allemand de Soupir